# Ткварчелі
Ткварчелі або Ткварчал, Ткуарчал (абх. Тҟəарчал, груз. ტყვარჩელი) — місто в Абхазії, Грузія, центр Ткуарчальського району.

## Населення
Незважаючи на невеликі масштаби міста, в ньому проживали люди різних національностей і конфесій. Абхази, грузини, росіяни, українці, вірмени, євреї, мінгрели, осетини, греки, турки. Це далеко не повний перелік народностей, що населяли Ткварчелі. В часи СРСР, населення міста (включаючи селища Акармара, Джантуха, Поляна та ін.) становило близько 40 000, але до початку війни 1992-93 рр., воно скоротилося до 26,000..
За переписом 1989 року населення міста (Квезані) становило 21744 мешканців, з них 9202 абхазів (42,3 %), 5321 росіян (24,5 %), 5086 грузин (23,4 %) і 337 вірмен (1,5 %).
За останніми даними населення міста становить 4786 осіб (2003).
2011 року у місті мешкало 5 013 осіб.

## Історія
Ткварчелі було засновано як індустріальний центр Абхазії 1942 року.

## Промисловість
До війни 1992-93 рр. Ткварчелі було крупним промисловим містом Абхазії. Промисловість була зосереджена на видобутку вугілля

## Туризм

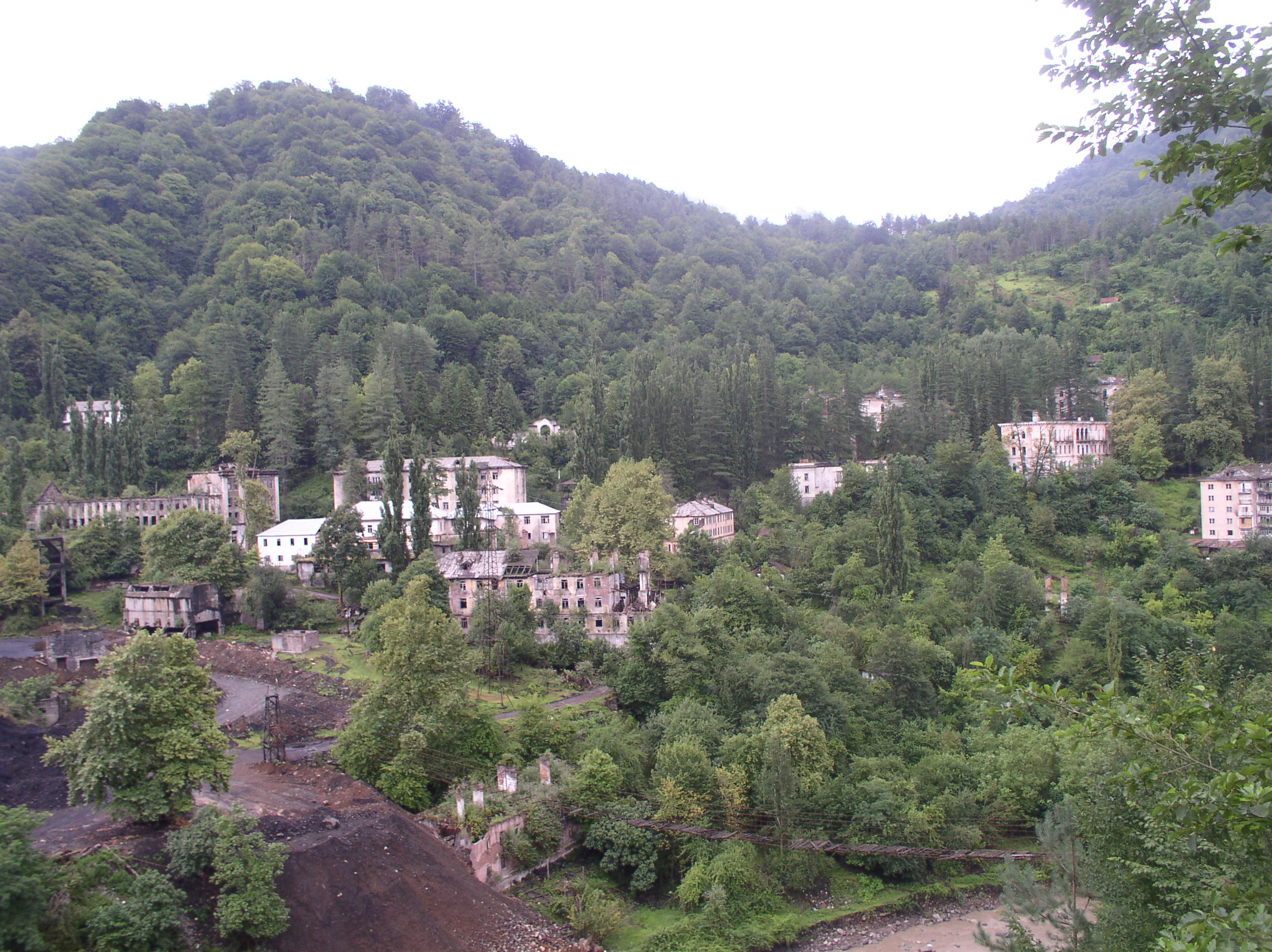
Ткварчелі, мікрорайон Акармара

У Ткварчелі чудові природно-кліматчні умови. Клімат субтропічний — літо тепле (середня температура липня 28 °C), зима помірно м'яка і тепла (середня температура січня +8 °C).
До 1993 року в місті діяла канатна дорога.

## Відомі люди
У місті народилися:
- Арутюнян Олександр Отарійович (нар. 1954) — український актор, заслужений артист України.
- Чергіндзія Фатіма Олексіївна (нар. 1969) — українська оперна та концертна співачка й педагог абхазького походження, заслужена артистка України, солістка Хмельницької обласної філармонії[9].